# آخر پاییز
آخر پاییز (به ژاپنی: 秋日和) فیلمی محصول شرکت ژاپنی شوکیجو کینما و کارگردانی یاسوجیرو اوزو بر اساس داستانی از تون ساتومی است.

## داستان
داستان این فیلم به دغدغه اصلی دیگر فیلم‌های اوزو می‌پردازد: موقعیت خانواده در مواجهه با تغییرات سریع اجتماعی جامعه بعد از جنگ ژاپن.
فیلم از مراسم سالگرد فوت آقای میوا شروع می‌شود که هر ساله توسط خانواده میوا (همسر و دخترش) و دوستان قدیمی‌اش برگزار می‌شود. بعد از مراسم دوستان قدیمی به این نتیجه می‌رسند که دختر خانواده، آیاکو، باید ازدواج کند ولی آیاکو از این کار به خاطر مادرش امتناع می‌کند.....

## بازیگران
- ستسوکو هارا (آکیکو میوا)
- یوکو تسوکاسا (آیاکو میوا)
- ماریکو اوکادا (یوکیکو ساساکی)
- کئیجی سادا (شوتارو گوتو)
- میوکی کوانو (میچیکو)
- شینیچیرو میکامی (کوییچی)
- شین سابوری (سوییچی مامیا)
- چیشو ریو (شوکیچی میوا)
- نوبو ناکامورا (شوزو تاگوچی)